# شهرستان محلات
شهرستان محلات یکی از شهرستان‌های استان مرکزی ایران است.
شهر محلات در سال ۱۳۱۰ رسماً به عنوان شهر معرفی و شهرداری در آن تأسیس شده‌است.
بهترین زمان سفر به محلات
اگر قصد رفتن به محلات رویایی را دارید، پیشنهاد می‌کنم ابتدا شرایط آب و هوایی این منطقه را مورد بررسی قرار دهید؛ زیرا این شهر در فصل زمستان بسیار سرد است. در فصل تابستان نیز آنقدر خنک است که بدون لباس گرم نمی‌توانید در داخل شهر گشت و گذار کنید. بهترین زمان سفر به محلات فصل بهار و تابستان است. زیرا آب و هوای این منطقه در فصل بهار دلچسب‌تر است و آنقدر سرد نیست که نتوانید بیرون از خانه بمانید.
جالب است بدانید که در فصل بهار و اردیبهشت ماه، در این شهر رویداهای بی‌نظیری مانند نمایشگاه گل و گیاه و رویداد بیل‌گردانی برگزار می‌شود. از این رو انتخاب بسیاری از افراد برای سفر به محلات فصل بهار است.
البته ناگفته نماند که فصل بهار زمان اوج سفر به این شهر است. زیرا هم تعطیلات نوروز است و هم این منطقه آب و هوای مناسبی دارد. از همین رو اگر قصد سفر به محلات را کردید؛ توصیه می‌کنیم اواخر فصل بهار به این شهر بروید. زیرا دیگر مسافر زیادی در این شهر نیست و آب و هوای شهر نیز ملس و خنک است.

## جغرافیا
این شهرستان از یک بخش به نام بخش مرکزی و دو دهستان تشکیل شده‌است. مرکز آن شهر محلات است.
مساحت این شهرستان 2061 کیلومتر مربع برابر با 7% درصد کل استان با تراکم نسبی 28نفر در کیلومترمربع می‌باشد.

## تقسیمات کشوری
- بخش مرکزی شهرستان محلات:
  - دهستان خورهه
  - دهستان باقرآباد

نقاط شهری:
- شهر محلات
- شهر نیم‌ور

## جمعیت
بنابر سرشماری مرکز آمار ایران، جمعیت شهرستان محلات در سال ۱۳۹۵ برابر با ۵۵٬۳۴۲ نفر بوده‌است.

## جاذبه‌های گردشگری

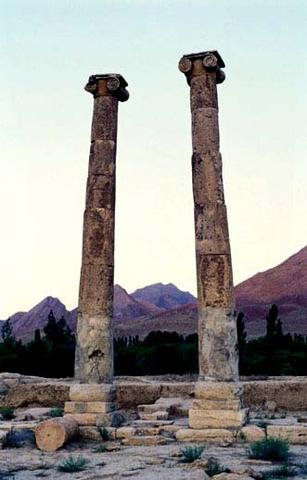
ستون‌های تاریخی خورهه

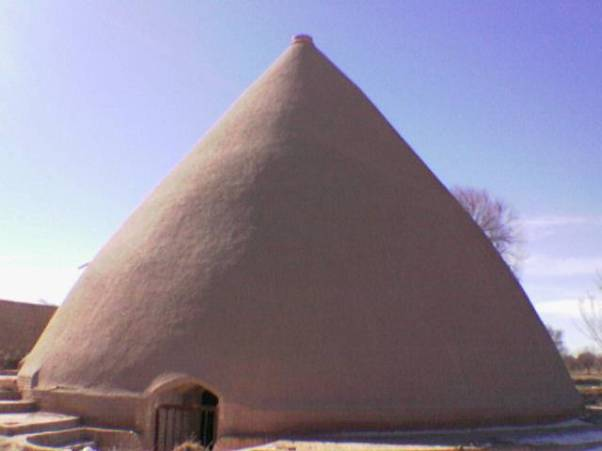
یخچال نیم‌ور واقع در شهر نیم‌ور

- منطقهٔ حفاظت شدهٔ هفتادقله واقع در شمال شهرستان محلات
- منطقه حفاظت شده موته واقع در روستای گل‌چشمه محلات
- پارک زیبای سرچشمه محلات واقع در شمال شهر محلات
- چنار ۱۱۵۰ ساله شهر محلات واقع در میدان چنار شهر محلات
- یخچال نیم‌ور واقع در شهر نیم‌ور
- انواع باغ‌های پرورش گل محلات واقع در مزارع گل جنوب محلات
- مجتمع آب درمانی و آبگرم طبیعی محلات واقع در روستای آب‌گرم محلات
- آتشکده آتشکوه میل میلونه متعلق به زمان ساسانیان در نیم‌ور
- ستون‌های سنگی شهر باستانی خورهه از دوران اشکانیان
- امامزاده یحیی و فضل‌الله محلات واقع در خیابان قندی محلات
- کوچه‌باغ‌های پولگان محلات واقع در میدان فرمانداری (منطقهٔ پولگان)
- سد ساسانی نیم‌ور واقع در رودخانه قم‌رود
- پل قدیمی باقرآباد واقع در روستای باقرآباد محلات
- غار آزاد خان واقع در روستای سنجی‌باشی محلات
- غار سوراخ گاو واقع در خورهه محلات
- غار چال‌شغال در روستای آتش کوه نیم‌ور
- غار یکه‌چاه واقع در روستای یکه‌چاه محلات
- غار باباجابر واقع در روستای جودان محلات
- غار شاه‌بلبل واقع در خورهه
- مجموعه تفریحی سرچشمه محلات

## اقتصاد
فعالیت عمده شهرستان محلات پرورش گل‌های تزئینی، بافت‌های کشباف زمستانی، تولید حلوا شکری و محصولات کنجدی، صنایع سنگ‌های ساختمانی و صادارات ماهیان زینتی می‌باشد.